# 이수희 (정치인)
이수희(李秀姬, 1970년 12월 10일~)는 대한민국의 정치인이다. 제20대 강동구청장이다.

## 학력
- 강릉여자고등학교 졸업
- 서강대학교 사회과학대학 정치외교학 학사
- 이화여자대학교 정책과학대학원 공공정책학 석사

## 경력
- MBC 드라마제작국 스크립터
- 2001.12 제43회 사법시험 합격
- 2004.01 제33기 사법연수원 수료
- 서울특별시 중구청 고문변호사
- 대한의사협회 고문변호사
- 한국석유공사 고문변호사
- 한국인터넷콘텐츠협회 고문변호사
- 한국척수장애인협회 고문변호사
- 서울시버스운송사업조합 고문변호사
- 한국가정법률상담소 중구지부 자문변호사
- 서울지방변호사회 바름이어린이집 이사장
- 2007.12~2008.02 제17대 대통령직인수위원회 법무행정분과위 자문위원
- 2008 서울시설관리공단 사외이사
- 한나라당 서울특별시당 강북구 을 당원협의회 위원장
- 한나라당 서울특별시당 법률지원단 단장
- 한나라당 중앙당 대외협력위원회 위원
- 2008.03~2008.04 제18대 국회의원 선거 한나라당 서울 강북구 을 국회의원 후보
- 2010 제5회 전국동시지방선거 한나라당 서울특별시당 공천심사위원
- 2011 법무법인 한별 구성원변호사
- 2014.05~2024.06 제6회 전국동시지방선거 새누리당 정몽준 서울특별시장 후보 선거대책위원회 대변인
- 2018.07~2019.02 자유한국당 혁신비상대책위원회 위원
- 사단법인 장애인문화예술진흥개발원 이사
- 2020.06~2020.09 미래통합당 서울특별시당 강동구 갑 당원협의회 위원장
- 공감하는 변호사
- 2020.09~2024.04 국민의힘 서울특별시당 강동구 갑 당원협의회 위원장
- 2020.11~2021.11 제20대 대통령 선거 국민의힘 유승민 대통령 경선후보 희망22 대변인 겸 대장동 게이트 TF 팀원
- 2021.12~2022.01: 제20대 대통령 선거 국민의힘 살리는 선거대책위원회 중앙선거대책위원회 여성본부 대변인단장
- 2022.01~2022.03: 제20대 대통령 선거 국민의힘 윤석열 대통령 후보 선거대책본부 여성본부 대변인단장
- 2022.07~ 제20대 서울특별시 강동구청장(민선 8기, 국민의힘, 초선)
- 2024.07~ 서울특별시구청장협의회 사무총장

## 역대 선거 결과
|  | 37.83% |

|  | 47.70% |

|  | 54.19% |